# Red (album de The Communards)
Pour les articles homonymes, voir Red.
Albums de The Communards
Communards
(1986) Heaven
(1994)
Red est le deuxième album du duo pop britannique The Communards. L'album produit par Stephen Hague a été sorti en octobre 1987 par London Records au Royaume-Uni et aux États-Unis par MCA. Il a atteint au hit-parade le numéro 4 au Royaume-Uni et 93 aux États-Unis et a été certifié platine au Royaume-Uni. Red contient les hits Never Can Say Goodbye, Tomorrow, There's More To Love Than Boy Meets Girl et For a Friend.

## Chansons notables

### Never Can Say Goodbye
Cette chanson écrite par Clifton Davis a été originellement interprétée par The Jackson Five, mais cette version est plus un remake de la version disco de Gloria Gaynor,,. La voix de Jimmy Somerville « sans détours » est une force de la chanson, avec Andy Kellman de AllMusic lui créditant la production d'un enregistrement qui « se distingue » des autres versions. Le single fut un succès sur les deux côtés de l'Atlantique, atteignant le numéro 4 au Royaume-Uni et 51 aux États-Unis tout en étant certifié argent au Royaume-Uni.

### For a Friend
Le dernier morceau sur le vinyle original, face une, est une ballade émotionnelle. Elle a été écrite en  mémoire de Mark Ashton, un ami de Somerville et Richard Coles qui est mort du sida,. Mark Hooper dans The Rough Guide to Rock écrit que ce morceau pourrait être « l'instant le plus passionné » de Somerville. For a Friend atteint le 28e rang au hit-parade britannique.

## Pistes
Toutes les chansons sont écrites et composées par Richard Coles/Jimmy Somerville sauf mention contraire.
| 1. | Tomorrow                                 |  | 4:52 |
| 2. | There's More to Love Than Boy Meets Girl |  | 4:38 |
| 3. | Matter of Opinion                        |  | 4:27 |
| 4. | Victims                                  |  | 4:32 |
| 5. | For a Friend (en)                        |  | 5:03 |

| Disque deux | Disque deux           | Disque deux             | Disque deux | Disque deux | Disque deux | Disque deux | Disque deux | Disque deux | Disque deux |
| No          | Titre                 | Auteur                  | Durée       |             |             |             |             |             |             |
| ----------- | --------------------- | ----------------------- | ----------- | ----------- | ----------- | ----------- | ----------- | ----------- | ----------- |
| 6.          | Never Can Say Goodbye | Clifton Davis           | 4:53        |             |             |             |             |             |             |
| 7.          | Lovers and Friends    | Coles                   | 4:16        |             |             |             |             |             |             |
| 8.          | Hold on Tight         |                         | 4:49        |             |             |             |             |             |             |
| 9.          | If I Could Tell You   | W. H. Auden, Somerville | 4:17        |             |             |             |             |             |             |
| 10.         | C Minor               |                         | 5:10        |             |             |             |             |             |             |
| 45:11       |                       |                         |             |             |             |             |             |             |             |